# Constitution angolaise de 1992
Pour les articles homonymes, voir Constitution de l'Angola.
Constitution angolaise de 1975 Constitution angolaise de 2010
La Constitution angolaise de 1992 est la constitution de l'Angola en vigueur de 1992 à 2010. Largement inspirée de la Constitution de 1975 , il s'agit d'une réécriture de celle-ci par deux amendements successifs du 6 mars 1991 et du 26 août 1992 pour autoriser la mise en place d'une république démocratique multipartite et former un régime présidentiel – commençant par des élections multipartites et l'élection directe du Président.
Comme la constitution qu'elle remplace, celle de 1992 était provisoire.
Elle fut remplacée par la Constitution de 2010.

## Sources
- (en) Cet article est partiellement ou en totalité issu de l’article de Wikipédia en anglais intitulé « Constitution of Angola » (voir la liste des auteurs).

## Compléments